# Надстройка (морски термин)
Надстро́йката е покрито съоръжение на горната палуба на плавателен съд, разположено от борд до борд или отстоящо от борда на разстояние не по-голямо от 4% от ширината на съда.
Ако подобна конструкция отстои на по-голямо разстояние от бордовете, тя се нарича рубка.
Надстройките биват:
- според дължината:
  - непрекъснати;
  - отделни;
- според височината:
  - едноетажни;
  - многоетажни;
- според разположението:
  - носова (бак);
  - средна;
  - междинна (изместена към кърмата приблизително на ¾ от дължината на съда);
  - кърмова (ют);
- комбинации от горните (средната надстройка се слива с носова или кърмова надстройка):
  - удължен бак (не по-малко от 25% от дължината на съда);
  - удължен ют;
- според функционалното предназначение:
  - жилищна (обикновено многоетажна; служи за разполагане в нея на жилищни, битови и служебни помещения);
  - нежилищни (като висок бак, предназначен за повишаване на мореходността на съда).

Количеството, разположението и формата на надстройките определят архитектурно-конструктивния тип на плавателния съд – едно-, дву- и триостровни плавателни съдове. Триостровните имат бак, ют и средна надстройка.
Бака и юта, обикновено са едноетажни, техните обводи (контури) са продължение на обводите (контурите) на корпуса. Те, преди всичко, служат да защитават палубата от заливането и от вълни, което увеличава мореходността на плавателния съд.
Средната надстройка може да защитава сходовете и люковете на машинното отделение на съдове със средно разположение на машинното отделение.
Плавателен съд, който няма бак и ют се нарича гладкопалубен.
Съдове с надстройки, отстоящи една от друга на не повече от 30% от дължината на съда се наричат кладенчовидни.
Надстройките увеличават запаса на плавучест и подобряват мореходните качества на съда. Те имат водонепроницаеми врати, илюминатори и люкове.